# Габра
Габра (буг. Габра) је село у општини Елин Пелин, Бугарска. Село је добило име по реци Габра а пре 1934. године носило је име Чукурово. Према подацима од 21. јула 2005. године село има 1.102 становника.
У самом селу се налазе црква, школа и читалиште а на његовом ободу налази се рудник лигнитног угља „Чукурово“. Два километра југоистично од села налази се манастир „Св. Димитар“ или такође „Св. Митар“ (буг. Св. Димитър или буг. Св. Митър).